# Philippe Langenieux-Villard
Pour les articles homonymes, voir Langenieux et Villard.
Philippe Langenieux-Villard, né le 20 mai 1955 à Paris, est un homme politique (Les Républicains) et écrivain français.
Implanté en Isère, il est maire d’Allevard, commune du Grésivaudan, sans discontinuer entre 1989 et 2020. Entre 1986 et 2004, il est conseiller régional chargé de la Santé puis de la Formation et du Logement, avant de prendre la présidence du groupe UMP. Il est ensuite successivement conseiller général du canton d’Allevard et vice-président de la Communauté de communes « Le Grésivaudan » chargé de la Culture. Il est de nouveau élu au conseil régional en 2015. Il est député de la 5e circonscription de l’Isère de 1993 à 1997.

## Biographie
Philippe Langenieux-Villard est le petit-fils du Docteur Jean Langenieux. A la fin du lycée, il intègre la faculté de Paris Assas et obtient une licence de droit. Il poursuit ses études à l’institut d’études politiques de Paris où il étudie les questions de Service public.
En 1973, âgé de 18 ans, il fonde le CERPES (Cercle d'études et de recherches politiques et sociales), une association qui réunit des étudiants autour de personnalités du monde politique et syndical avec pour objectif de comprendre et connaître les responsables publics avant de s’engager.
Il effectue son service militaire en qualité d'EOR, est élu « fine » de la promotion Jean Moulin qui défile sur les Champs-Élysées pour le 14 juillet 1978.
À la sortie de son service, il devient consultant chez Bernard Krief (1978-1981) puis chez Michel Bongrand (1981-1983), avant de devenir directeur de la communication de la Ville de Grenoble (1983-1986).
En 1997, il devient directeur délégué de la communication chez Veolia. Il y lance la revue "Planet", qui informe régulièrement le public et les collaborateurs des initiatives du groupe, leader mondial de l'environnement. Il participe à la création de la Fondation Veolia qui a vocation à soutenir des actions d’intérêt général dans la solidarité, l’insertion professionnelle et la protection de l’environnement. Il participe également au lancement du prix du livre sur l'environnement.

## Vie Politique
Jeune militant, il s'engage dans les campagnes électorales de Jacques Trorial à Paris, et de Jean-Claude Servan-Schreiber à Nîmes.
En 1982, il entre au cabinet de Michel Bongrand, le « pape » de la communication politique. Il travaille alors notamment pour Jean Bousquet (qui sera élu maire de Nîmes) et Alain Carignon, maire de Grenoble de 1983 à 1995 et ministre du gouvernement Chirac. Il rédige un ouvrage aux Presses universitaires de France avec Sophie Huet : La communication politique.
En 1983, il est élu adjoint au maire d'Allevard-les-Bains (Isère) et nommé directeur de la communication de la ville de Grenoble. Il lance le nouveau journal de la ville, Grenoble Mensuel, premier journal en France de ce type à être vendu en kiosque. Cette initiative est récompensée d'une Marianne d'Or en 1984.
En 1986, il est élu conseiller régional Rhône-Alpes, et investi comme vice-président chargé des Affaires sociales. Il lance alors une campagne de sensibilisation remarquée en faveur de l'insertion des personnes handicapées dans la cité. Il est aussi un ardent défenseur d'une politique régionale thermale, et met en place un budget d'investissement en faveur du thermalisme qui place dès 1989 la région Rhône-Alpes avec ses 16 stations, comme première région thermale de France. En 1989, il est d'ailleurs élu président de la fédération thermale et climatique Rhône-Alpes, fonction qu'il abandonnera en 2006, en proposant comme successeur Dominique Dord.
Toujours en 1986, il est nommé président de l'AQA (Agence française pour la qualité de l'air), poste auquel il succède à Michel Pezet, député des Bouches-du-Rhône. Il assumera cette responsabilité jusqu'en 1991, sous l'autorité des ministres de l'Environnement successifs (Alain Carignon, Brice Lalonde).
Candidat aux élections législatives dans la cinquième circonscription de l'Isère, il est battu par Edwige Avice, en 1988.
En 1989, il est élu maire d'Allevard, réélu en 1995, 2001 et 2008. En 1992, il est réélu conseiller régional Rhône-Alpes, et devient vice-président, chargé de la formation (1992-1995), puis du logement (1995-1998).
En 1993, il est élu député de l'Isère, face à Edwige Avice, avec un peu plus de 57 % des suffrages.
Sur le plan national, il prend position en faveur de la candidature d'Edouard Balladur à l'occasion de l'élection présidentielle de 1995.
Réélu maire en 1995, battu aux élections législatives de 1997 par François Brottes, il est réélu conseiller régional en 1998, mais refuse la vice-présidence de la région qui lui est proposée par Charles Millon et créée le groupe RPR régional.
En 2001, il est réélu maire d'Allevard pour la troisième fois.
En 2008, outre sa réélection à la mairie d'Allevard, il conquiert le siège de conseiller général du canton d'Allevard, face au parti communiste qui détenait ce siège depuis 1976. Il siège au groupe sans étiquette du conseil général quelque temps puis rejoint ensuite le groupe UMP. Il est élu premier vice-président de la communauté de communes Le Grésivaudan, qui se crée en janvier 2009.
En 2014, il est réélu maire d'Allevard, et, dans la foulée, réélu vice-président, cette fois chargé de la culture, à la communauté de communes du Grésivaudan.
En décembre 2015, il est élu conseiller régional sur la liste de Laurent Wauquiez. Il est également représentant du président au parc naturel régional de Chartreuse.
Il est candidat aux élections législatives de 2017 dans la cinquième circonscription de l'Isère : il parvient à se qualifier au second tour  puis s'incline face à Catherine Kamowski, maire de Saint-Égrève, élue députée sous l'étiquette LREM avec 66,5 % des suffrages exprimés.
En 2018, il démissionne du parti des Républicains et rejoint en 2020 la République En Marche.

## Détail des fonctions et des mandats
Mandats locaux
- 1983 - 1989 : adjoint au maire d'Allevard-les-bains
- 1989 - 2020: maire d'Allevard-les bains
- 1986 - 1992 : vice président du conseil régional de Rhône-Alpes, chargé de la santé.
- 1992 - 1998 : vice président du Conseil régional de Rhône-Alpes, chargé de la formation et du logement
- 1998 - 2004 : président de groupe au Conseil régional de Rhône-Alpes
- 2008 - 2015 : conseiller général du Canton d'Allevard
- 2009 - 2014 : 1er vice-président de la Communauté de communes "Le Grésivaudan" chargé de la concertation et de la communication
- 2014- 2020 : vice-président de la communauté de communes « Le Grésivaudan » chargé de la culture
- 2015 - 2021: conseiller régional Auvergne-Rhône-Alpes

Mandat parlementaire
- 28 mars 1993 - 21 avril 1997 : député de la 5e circonscription de l'Isère

## Carrière littéraire
Lauréat de la bourse Max Lazard, chevalier des Arts et des Lettres et chevalier dans l'ordre de la Légion d'honneur, il est l'auteur de plusieurs essais mais aussi de romans publiés chez Héloïse d'Ormesson. Les frères Rattaire, l'affaire des oubliés de 14/18, a été édité en 2010 (et publié en collection poche « J"ai lu » en 2012), La pomme d'Alan Turing, qui raconte l'histoire tragique de ce mathématicien génie du xxe siècle. La course à l'oubli, au sujet de la vie d'El Ouafi, champion olympique français de marathon, est son dernier roman.
Enseignant à l'institut d'études politiques de Paris jusqu'en 2014, il est éditorialiste pour le mensuel Le Revenu.
En 2016, il reçoit le prix des lycéens du magazine Tangente pour son ouvrage consacré à Alan Turing, La pomme d Alan Turing, aux éditions Héloïse D'Ormesson. 
Depuis 2020, il collabore aux destinées des "ateliers Henry Dougier", maison d'édition créée par le fondateur des éditions Autrement.

## Livres
- Aymeric Simon-Lorière, Cercle d'études et de recherches politiques, économiques et sociales, Paris, 1977, 84 p., [pas d'ISBN], (BNF 34595841)
- L’Information municipale, Presses universitaires de France, coll. « Que sais-je ? » no , Paris, 1985, 127 p.,  (ISBN 2-13-039071-4), (BNF 36618380)
- Lettre ouverte à ceux qui n'aiment pas la politique, Presses universitaires de Grenoble, Grenoble, 1988, 165 p.,  (ISBN 2-7061-0303-5), (BNF 37060716)
- Les Stations thermales en France, Presses universitaires de France, coll. « Que sais-je ? » no 229, Paris, 1990, 125 p.,  (ISBN 2-13-043527-0), (BNF 35345480)
- La Communication politique, avec  Sophie Huet, Presses universitaires de France, coll. « Politique d'aujourd'hui », Paris, 1992, 207 p.,  (ISBN 2-13-037873-0), (BNF 37061514)
- Allevard-les-Bains, mémoire commune : un maire rend hommage à ses prédécesseurs (préface d'Emmanuel Le Roy Ladurie), éditions Horvath, Écully, 1992, 174 p. + 16 p. de planches illustrées,  (ISBN 2-7171-0773-8), (BNF 35578654)
- L'Assemblée nationale, avec Sylvie Mariage, éditions Gallimard, coll. « Découvertes Gallimard / Mémoire des lieux » (no 219), Paris, 1994, 96 p.,  (ISBN 2-07-053292-5), (BNF 35724247)
- L’Administration en questions : rapport au Premier ministre, La Documentation française, Collection des rapports officiels, Paris, 1995, 103 p.,  (ISBN 2-11-003356-8), (BNF 35764289)
- Place de la Résistance, éditions Alexandrines, Paris, 2005, 126 p.,  (ISBN 978-2-912319-72-2), (BNF 40085135)
- Le Livreur (roman), éditions H. d'Ormesson, Paris, 2007, 138 p.,  (ISBN 978-2-35087-060-1), (BNF 41160151)
- L’Affaire Rattaire, éditions H. d'Ormesson, Paris, 2010,  (ISBN 978-2-35087-151-6)
- La Pomme d’Alan Turing, éditions H. d'Ormesson, Paris, 2013, (Prix Tangente des lycéens 2016)  (ISBN 978-2-35087-237-7)
- "Les 100 mots des Alpes", avec Jean Guibal, Presses Universitaires de France, Paris, Mars 2014
- La course à l'oubli, éditions Héloïse d'Ormesson, Paris, 2016
- Biographie de Laurent Wauquiez : Le Dangereux, Philippe Rey, 2018, 141 p. (ISBN 9782848766720)
- "Serrez-moi la main si vous m'entendez", éditions du bout du monde, Grenoble, 2019
- "Mandat d'arrêt", éditions du bout du monde, Grenoble, 2019
- "Week-end à Loge-Coucou", éditions Sidney Laurent, 2021
- "Maudit soit-il", éditions Crescendo (Canada), 2021
- "Les scandales d'un naufrage" éditions les ateliers Henry Dougier,  2021
- "La vengeance divine selon Garouste" éditions ateliers Henry Dougier, 2022
- "Les derniers jours d'André Malraux" éditions Baker street,. 2023
- "Bayard une renaissance", 2024

## Distinctions
- Chevalier de la Légion d'honneur
- Chevalier de l'ordre des Arts et des Lettres